# John Eliasson

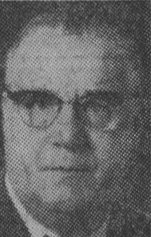
John Eliasson

John Alexius Eliasson, född 28 februari 1899 i Göteborg, död där 27 oktober 1985, var en svensk arkitekt.
Eliasson studerade vid Svenska slöjdföreningens skola i Göteborg och Tekniska skolan i Stockholm samt avlade byggnadsingenjörsexamen 1925. Han var anställd hos professor Melchior Wernstedt i Göteborg 1927–1934, hos professor Gunnar Asplund i Stockholm 1935–1937 och bedrev egen arkitektverksamhet från 1937. 
Eliasson ritade bland annat civilförsvarets ledningscentraler i Göteborg och Mölndal, befolkningsskyddsrum i Otterhällan och Kvarnberget, Bjurslättsskolan, brandstationer i bland annat Kålltorp, Mölndal och Uddevalla, arbetsförmedlingens hus i Göteborg, gatukontorets växthusanläggning i Kvibergsnäs, renhållningsverkets verkstad i Backa, om- och tillbyggnad av Sävsjö sanatorium samt polishus och sjöbefälsskola i Göteborg och Göteborgs kyrkliga stadsmission. 
Eliasson var skyddsrumskonsulent och tjänstegrenschef för skyddsrum vid Göteborgs civilförsvarsområde 1938–1945, skyddsrumssakkunnig hos byggnadsnämnden i Göteborg 1945–1953, arkitekt vid första luftskyddsutställningen i Göteborg 1937, Arméförvaltningens kontrollant och platsombud i Göteborg 1941–1943 och luftskyddsinspektionens platsombud 1944. Han skrev artiklar i fackpressen.